# Pitiosis
La pitiosis es una micosis localizada, caracterizada por lesiones granulomatosas cutáneas, subcutáneas, gastrointestinales y a veces multisistémicas producida por Pythium insidiosum. Los oomicetos se desarrollan en aguas estancadas de zonas tropicales y subtropicales y necesitan determinados vegetales para completar su ciclo vital. Existen unas 85 especies distintas en el género, la mayoría de las cuales son patógenas para vegetales. Este moho de agua se diferencia de los verdaderos hongos en que producen zoosporas flageladas, su pared celular carece de quitina y presentan orgánulos y rutas metabólicas diferentes.

## Etiología
Pythium insidiosum pertenece a la Familia Pythiaceae, Orden Peronosporales, Clase Oomycetes, phylum Oomycota y Reino Stramenopila (no es un verdadero hongo, aunque se comporta como tal). El género contiene 85 especies de importantes patógenos vegetales. El micelio vegetativo se compone de hifas de ramificación irregular, sifonadas pero con septos dobles muy dispersos, de 4 a 6 μm de diámetro, y en agua y tejidos vegetales forma esporangios primero cilíndricos y luego globosos que contienen las zoosporas biflageladas. Su pared celular contiene celulosa y β-glucano, pero no quitina, y la membrana plasmática carece de esteroles. Se tiñen con el PAS y substancias argénticas.
Crece bien, pero no exuberantemente, a 37 º C en agar Sabouraud glucosado, BHI, harina de maíz y extracto vegetal, con más micelio sumergido que aéreo. Para esporular requiere agua con fragmentos de hierba y algunos iones. No tolera el frío por lo que no debe ser refrigerado.

## Epidemiología
- En presencia de agua, las hifas del oomiceto desarrollan esporangios que liberan múltiples zoosporas biflageladas que nadan y se enquistan. Cuando las condiciones son las adecuadas las zoosporas germinan desarrollando tropismo hacia tejidos dañados de plantas y animales.

El reservorio extraanimal se localiza en aguas estancadas, vegetales acuáticos (lirios de agua), suelos húmedos e hierbas fuera del agua de zonas tropicales y subtropicales.
- El contagio puede ser per cutáneo (équidos) o por ingestión de zoosporas móviles (perros).
- Son especies sensibles los équidos (caballos y mulos), bovinos, pequeños animales (perro y gato) y el hombre, y dentro de ellas principalmente las razas que se encuentran en contacto directo con el medio acuático. Asimismo, son más susceptibles los machos jóvenes de razas caninas grandes, sobre todo el pastor alemán.
- La enfermedad ha sido detectada en zonas pantanosas tropicales y subtropicales de Australia, Brasil, Burma, Colombia, Costa Rica, Indonesia, Japón, Nueva Guinea, Tailandia, y USA.

## Fisiopatología
Hay que tener en cuenta que los oomicetos son patógenos vegetales principalmente, afectando a hombres y animales de forma accidental.
En su ciclo natural, el oomiceto, una vez colonizada la planta, desarrolla un esporangio que tras su ruptura libera un gran número de zoosporas. Estas zoosporas nadan activamente por el medio acuático hasta alcanzar una nueva planta. Si una persona o animal entran en este ciclo, las zoosporas son atraídas quimiotácticamente por los tejidos lesionados, pierden su flagelo, se adhieren, se enquista y germinan, desarrollando entonces hifas que invaden al hospedador.
El desarrollo de este micelio infectante provoca alteraciones cutáneas o subcutáneas, en el caso de que la penetración haya sido por la piel, o digestivas en el caso de que las zoosporas hayan sido deglutidas. Las hifas sintetizan diversas enzimas que provocan una intensa respuesta inmune a consecuencia de la cual se desarrollan granulomas, con presencia de fístulas y ulceraciones en piel. Este micelio presenta además un marcado angiotropismo, con invasión de las paredes vasculares y desarrollo de necrosis coagulativa, aneurismas y necrosis isquémicas.

## Cuadro clínico

### Pitiosis equina
En el caballo es predominante la forma dérmica. Los animales afectados desarrollan uno o varios tumores cutáneos de crecimiento rápido con múltiples bocas de drenaje y secreción sanguinolenta. Estas lesiones se ubican preferentemente en las extremidades y en el abdomen ventral. Son muy pruriginosas e incapacitantes. En los procesos crónicos puede verse afectado el hueso, con deformación e intensa cojera. Estas lesiones frecuentemente contienen estructuras amarillentas coraliformes, conocidas como “kunkers,” integradas por eosinófilos, hifas y vasos necróticos. En el caballo la forma gastrointestinal es muy infrecuente aunque de estar presente suele producir anorexia, diarrea, obstrucción y cólico. A partir de la localización inicial puede desarrollarse una posterior diseminación ganglionar, ósea o pulmonar.

### Pitiosis canina
En los perros es más frecuente la forma gastrointestinal. Aunque en principio cualquier tramo digestivo puede verse afectado, las lesiones suelen quedar restringidas al estómago y al duodeno. Cuando la lesión se centra en el estómago es frecuente el dolor abdominal y los vómitos sanguinolentos, mientras que si el tramo afectado es intestinal suelen producirse diarreas crónicas hemorrágicas, con anorexia y pérdida de peso. En ocasiones las lesiones están presentes exclusivamente en los ganglios mesentéricos.
La forma cutánea en los perros es mucho menos frecuente que la anterior, padeciéndola principalmente los pastores alemanes. Se desarrollan tumoraciones en todo parecidas a la de los caballos, con una ubicación similar aunque no tan pruriginosas.

## Prevención
Evitar la exposición a las aguas estancadas en zonas endémicas. La limpieza con yodados de heridas y lesiones también puede ser efectiva.

## Tratamiento
Implica la resección quirúrgica, más o menos factible según la localización de las lesiones, pero a menudo seguido de recidivas al no resecar todo el tejido infectado, dada la enorme capacidad invasiva del agente. Se ha combinado con tratamiento medicamentoso con yodo, anfotericina B e imidazoles, pero dada la ausencia de ergosterol en la membrana plasmática, los antifúngicos no suelen ser demasiado eficaces.
Lo mejor es la inmunoterapia vacunal desarrollada para caballos en Australia y Costa Rica desde los 80; resulta curativa en todas las especies en los casos agudos y la mitad de los crónicos.

## Aspectos zoonóticos
El humano se consideraba resistente, pero se conocen casos desde 1989 en Tailandia, Australia, Haití, India, y EE. UU. La infección suele ocurrir por implantación traumática, y tiene una desagradable tendencia a invadir paredes arteriales, causando aneurismas y lesiones muy a menudo mortales si no se interviene.